# Street Fighter III
Street Fighter III (яп. ストリートファイターⅢ Сутори: то Файта: Сури), также известная под подзаголовком New Generation — видеоигра в жанре файтинг из серии Street Fighter, изначально выпущенная на аркадных автоматах компанией Capcom в 1997 году.
Игра была разработана для аркадной системы CP System III, позволявшей использовать более продвинутую двухмерную графику, нежели CP System II, для которой были разработаны Street Fighter Alpha и её сиквелы, при общем обновлении геймплея. В игре, задуманной как сиквел к Street Fighter II, изначально отсутствовали персонажи предыдущих частей за исключением Рю и Кена (с намёком на подзаголовок New Generation), вместо которых был введён новый состав. Соответственно, новый антагонист, Джилл, занял место Байсона в роли босса.
К игре было выпущено две обновлённых версии: Street Fighter III: 2nd Impact в 1997 году и Street Fighter III: 3rd Strike в 1999 году. Домашняя версия игры была включена вместе с 2nd Impact в состав компиляции Street Fighter III: Double Impact для Dreamcast.

## Общее описание
Выпущенная в 1997 году, оригинальная Street Fighter III представляет собой двухмерный спрайтовый файтинг; соответственно, игрок видит своего персонажа полностью, равно как и персонажа противника. Камера автоматически перемещается вслед за персонажами в пределах арены, на которой происходит бой. Арены в игре совершенно ровные и не имеют ни наземных, ни воздушных препятствий. Персонажи способны передвигаться только по ширине арен и только в определённых пределах; отступать в глубину экрана они не могут.
В своей основе игра действует по тем же фундаментальным правилам, что и предшествовавшие ей игры подсерий Street Fighter II и Street Fighter Alpha. После выбора одного из доступных персонажей игроку предлагается победить противника (компьютерного либо другого игрока) в бою, состоящем из нечётного числа раундов, за определённое время. Против оппонента можно использовать удары разной степени мощности, броски и комбинации ударов (комбо), выполняемые движениями джойстика и нажатиями на кнопки управления. Победа в матче присуждается игроку, одержавшему таковую в большинстве раундов. В случае, если оба бойца нокаутировали друг друга, либо в момент окончания отведённого времени у них было равное количество здоровья, им засчитывается двойной нокаут либо ничья; в случае, если это имело место во время финального раунда, задействуется вновь введёная система жюри (Judgement), по которой победитель случайным образом выбирается тремя судьями-девушками (соответственно называемыми Judgement Girls) методом простого большинства голосов.
Боевая система игры в целом развивает понятия, характерные для Super Street Fighter II Turbo; соответственно, возможности воздушного блока и контратаки из блока, имевшиеся в Alpha, отсутствуют в Street Fighter III (тем не менее, игроки ещё могут пользоваться возможностью быстро встать при падении наземь, как это было возможно в Alpha); тем не менее, взамен этого были введены новые функции. Персонажи начинают бой с одинаковым количеством здоровья, но разнятся по чувствительности к ударам. За основные атаки отвечают шесть кнопок: три кнопки для ударов руками и три для ударов ногами соответственно, различающиеся последовательно по силе и скорости нанесения: легкие, средние и сильные. Все персонажи способны выполнять броски; у всех есть возможность сделать оппоненту подсечку, нажав кнопку сильного удара ногой в положении сидя. Блокирование ударов в игре выполняется простым отходом назад. К основным методам передвижения, помимо стандартных ходьбы и прыжков, в сильно изменённом виде добавились из серии Darkstalkers и кроссоверов возможности рывков вперёд и назад (Dash) и высокого прыжка (High Jump). У некоторых персонажей определённые приёмы имеют свойство при ударе разворачивать персонажа соперника спиной к персонажу игрока, вследствие чего атакуемый вынужден дольше оправляться от подобного рода атаки, что даёт атаковавшему дополнительные время и возможности для комбинирования атак.
Одним из нововведений, появившихся в Street Fighter III, стали так называемые атаки с наскока (англ. Leap Attack, они же универсальные оверхеды), осуществляемые двойным нажатием направления «вниз» на джойстике и любой кнопки атаки (в 3rd Strike — нажатием сочетания средних ударов) и эффективная против сидящего оппонента. Кроме того, в игре была введена шкала оглушения, располагающаяся под шкалой здоровья и заполняющаяся по мере нанесения ударов игроками, причём у персонажей её размер может различаться; соответственно, различается скорость введения персонажа в состояние Dizzy, которое достигается при заполнении шкалы.
Также переработке подверглось понятие суперприёмов, которые в Street Fighter III называются Super Art (букв. «высшая техника боевого стиля», жарг. супер арты, энергетическая шкала, соответственно, называется шкалой Super Art). При выборе персонажа, игроку будет предложено выбрать из трёх специфичных для каждого персонажа суперприёмов один для дальнейшего использования в бою. Как и в предыдущих играх, энергетическая шкала заполняется при проведении различного рода атак. Игрок получает возможность использовать суперприём только после заполнения шкалы; в зависимости от выбранного суперприёма, может различаться: количество энергии, требуемой для заполнения энергетической шкалы; количество градаций, отводимых под хранение энергии для проведения суперприёмов, и следовательно количество возможных использований суперприёма при условии полного заполнения шкалы. Соответственно, энергетическая шкала может по-разному отображаться на HUD. Также, игрок может отменять анимацию спецприёма в суперприём, что в значительной мере облегчает их использование в комбо, хотя в результате получившаяся атака не будет столь мощной, нежели при непосредственном использовании. Соответственно, для облегчения возможности выполнения подобных атак, большая часть команд для суперприёмов была упрощена.
Главной новинкой игры стало введение понятия парирования (блокирования в японской версии) — способности отклонить наносимую атаку без получения урона. За определённое время до нанесения удара, игроку требуется нажать направление джойстика вперёд к оппоненту или вниз (если игрок получает удар, который нужно блокировать сидя) для парирования. Отклонённая при успешном парировании атака не нанесёт персонажу урона, позволяя игроку улучить момент для ответной атаки. Более того, таким образом игрок может защищаться против атак, включающих большее количество наносимых ударов, в том числе спец- и суперприёмов, при этом не получая какого-либо урона, как это есть при обычном блоке. Однако, подобный приём требует от игрока чётко определять момент атаки.

### Технические особенности
Будучи разработана (как и её апдейты) для системы CP System III, Street Fighter III обладала более продвинутой двухмерной графикой по сравнению с предыдущими частями. Всего для каждого персонажа было создано от 700 до 1200 вручную нарисованных кадров анимации, включающих в себя несколько различных анимаций при получении атаки, а также полностью новые анимации для положения спиной к противнику при нанесении соответствующих атак (смотри выше) и при нанесении нокаута слабыми ударами рукой и ногой.

## Персонажи
В своей первоначальной версии Street Fighter III имеет 10 персонажей, которые, за исключением Рю и Кена, вернувшихся из прошлых частей, являются новыми в серии, хотя и имеющими паттерны, характерные для персонажей из предыдущих игр.

### Новые персонажи
- Алекс (яп. アレックス Ареккусу, англ. Alex) — американский рестлер, отправившийся на турнир с целью отомстить за поражение своего друга.
- Дадли (яп. ダッドリー Даддори:, англ. Dudley) — английский боксёр, ищущий пропавший автомобиль, доставшийся по наследству от отца.
- Елена (яп. エレナ Эрена, англ. Elena) — кенийская принцесса, выступающая в стиле капоэйра и ищущая на турнире новых друзей.
- Ибуки (яп. いぶき, ромадзи Ibuki) — начинающая куноити, параллельно со своим делом ведущая жизнь обычной школьницы и посланная своим кланом на турнир получить секретные документы Иллюминатов.
- Некро (яп. ネクロ Некуро, англ. Necro) — выходец из России, ставший жертвой экспериментов Иллюминатов.
- Оро (яп. オロ, ромадзи Oro) — странствующий отшельник, ищущий себе достойного наследника.
- Шон Мацуда (яп. ショーン・マツダ Сё:н Мацуда, англ. Sean Matsuda) — молодой бразильский каратист с японскими корнями, обучающийся у Кена.
- Юнь (яп. ユン, англ. Yun) и Ян (яп. ヤン, англ. Yang)— братья-близнецы, работающие на гонконгскую мафию и практикующиеся в кун-фу[5].
- Джилл (яп. ギル Гиру, англ. Gill) — главный босс, занявший в этой роли место М. Байсона; лидер тайной организации Иллюминатов, способный управлять огнём и льдом в бою, что подчеркнуто в его внешности.

### Озвучивание
| Персонаж | Озвучивающий актёр        | Озвучивающий актёр |
| Персонаж | New Generation/2nd Impact | 3rd Strike         |
| -------- | ------------------------- | ------------------ |
| Рю       | Ватару Такаги             | Тору Окава         |
| Кен      | Кодзи Тобэ                | Юдзи Киси          |
| Алекс    | Майкл Соммерс             | Патрик Гэллаган    |
| Дадли    | Брюс Робертсон            | Фрэнсис Дьяковски  |
| Елена    | Каору Фудзино             | Миэ Мидори         |
| Ибуки    | Юри Амано                 | Юри Амано          |
| Некро    | Майкл Соммерс             | Лоуренс Бэйн       |
| Оро      | Кан Токумару              | Такаси Мацуяма     |
| Шон      | Иссин Тиба                | Мицуо Ивата        |
| Юнь      | Кодзи Тобэ                | Кентаро Ито        |
| Ян       | Ватару Такаги             | Масакадзу Судзуки  |
| Джилл    | Брюс Робертсон            | Лоуренс Бэйн       |

## Релиз
В 1999 году Capcom выпустила для консоли Dreamcast компиляцию Street Fighter III: Double Impact (Street Fighter III: W Impact в Японии), включившую в себя оригинальную игру и обновление 2nd Impact. Обе игры из компиляции включают в себя режимы аркадного прохождения (Arcade Mode), игры между двумя игроками (Versus), тренировки (Training) и внутриигровых настроек (Option Mode).

## Восприятие критиков
При выходе игры в составе компиляции Street Fighter III: Double Impact, журнал Famitsu оценил последнюю в 31 балл из 40 возможных.